# Гуквальды
Гуквальды (чеш. Hukvaldy) — деревня и муниципалитет в Моравско-Силезском крае, Чехия. Прежде всего известна руинами замка, расположенного неподалёку от неё и тем, что является малой родиной известного чешского композитора Леоша Яначека.
Точная дата возникновения первоначального замка неизвестна, поэтому в настоящее время периодом строительства считается приблизительно половина XIII столетия, то есть 1250 год. Первыми подтвержденными владельцами замка были графы из рода Хюккесвагена, а именно Арнольд и Франк, который, однако, чаще всего присутствовал в соседнем городке Приштворе, являющиеся родиной австрийского психоаналитика и невролога Зигмунда Фрейда.